# Buntești
Buntești – wieś w Rumunii, w okręgu Bihor, w gminie Buntești. W 2011 roku liczyła 538 mieszkańców.